# Intel 80386
L'Intel 80386 (conegut també com a i386, 386 o Intel 386) era un microprocessador de tercera generació (d'aquí que també se'l conegués com a "P3") de 32 bits de la família x86; es va començar a fabricar a partir del 16 d'octubre del 1985 a causa del fet que els costos de fabricació d'aquest eren alts i va estar disponible a partir del 1986, essent Compaq els primers fabricants a oferir-lo.
Aquest processador serà molt popular en els ordinadors personals de mitjans dels anys 1980 i principis dels 1990.
Tot i l'entrada de nous processadors, aquest es va seguir fabricant per ser equipat en sistemes encastats, incloent equips aeroespacials. Tanmateix, la producció del 386 va cessar al Setembre de 2007 encara que només es van acceptar comandes fins al 30 de març.

## Informació general

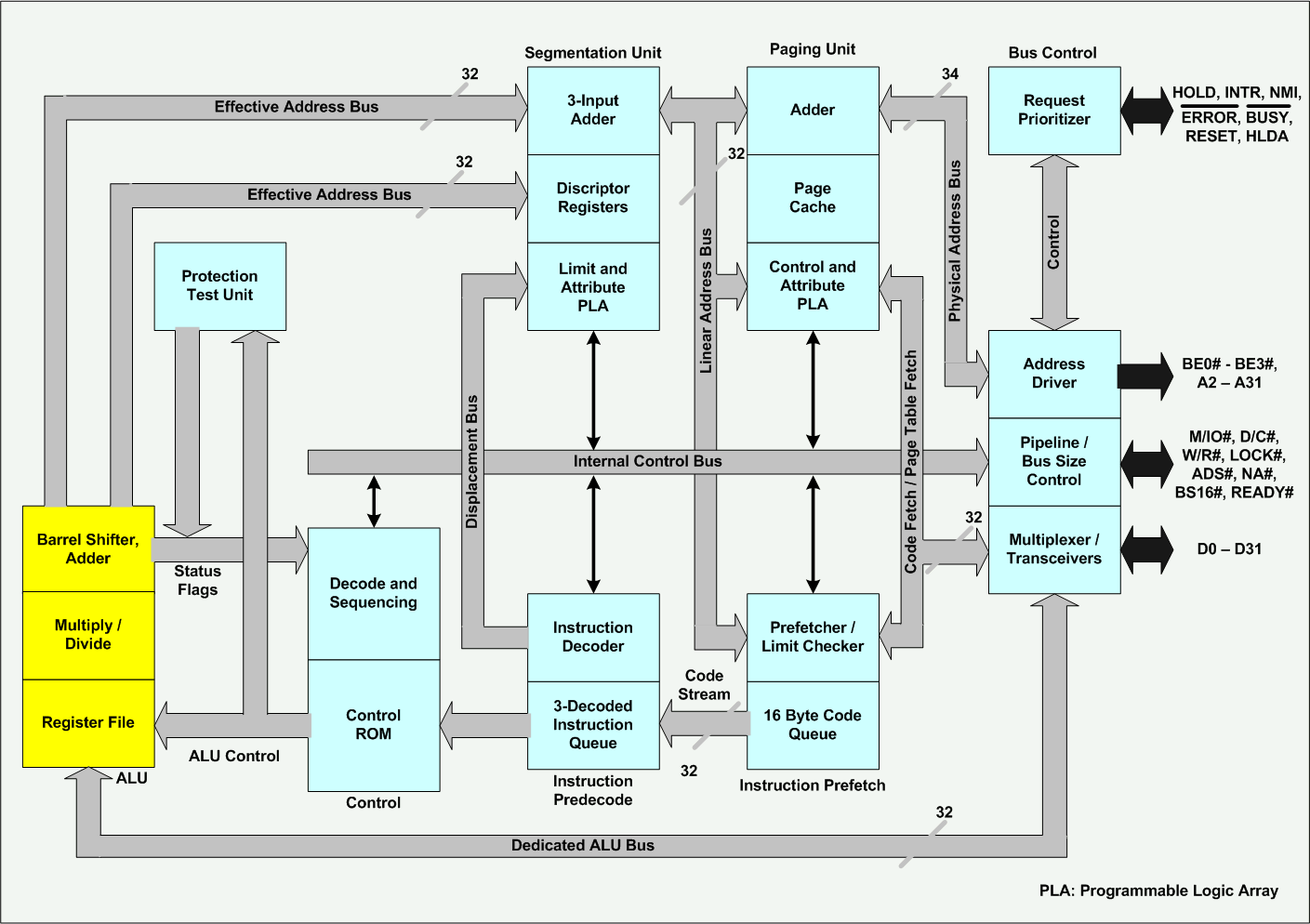
Esquema de l'arquitectura d'un processador i386 DX

Aquest processador va significar una fita important respecte del Intel 8086. A diferència del 286 que era de 16 bits amb un sistema de gestió de memòria segmentat, el 386 afegeix una arquitectura de 32 bits i un sistema de paginació, el que feia més fàcil la implementació de la memòria virtual.
El i386 era capaç d'operar sota 3 sistemes diferents de funcionament: mode real (real mode), mode protegit (protected mode) i mode virtual (virtual mode). El mode protegit (protected mode) permetia l'ús de totes les capacitats d'un Intel 286 més les extensions del 386, en especial la capacitat de gestionar 4 Gb de memòria. El mode virtual 8086 (virtual 8086 mode) permetia iniciar més d'un programa en mode real.
Tot i que posteriorment Intel oferirà el 486 i posteriorment el Pentium l'arquitectura 32 bits serà la característica més important en la família de processadors x86, fins a l'arribada d'AMD amb la x86-64 l'any 2003.

### i386 SX
Després d'haver-se iniciat la producció dels primers 386, Intel presenta els i386 SX (Intel 386 SX o 386 SX), coneguts internament com a P9, que corresponien a la versió de baix cost de la gamma 386 (una solució similar respecte a l'Intel 8088, que era la versió econòmica del 8086). Tot i tenir la mateixa arquitectura de 32 bits, tenia un bus extern de 16 bits i un bus de direccions de 24 bit amb el qual només podria gestionar fins a 16 Mb de memòria.
Per evitar confusions, el 386 original va canviar el nom a i386DX. El connector emprat per aquests processadors és el PQFP de 100 pin.

### i386 SL

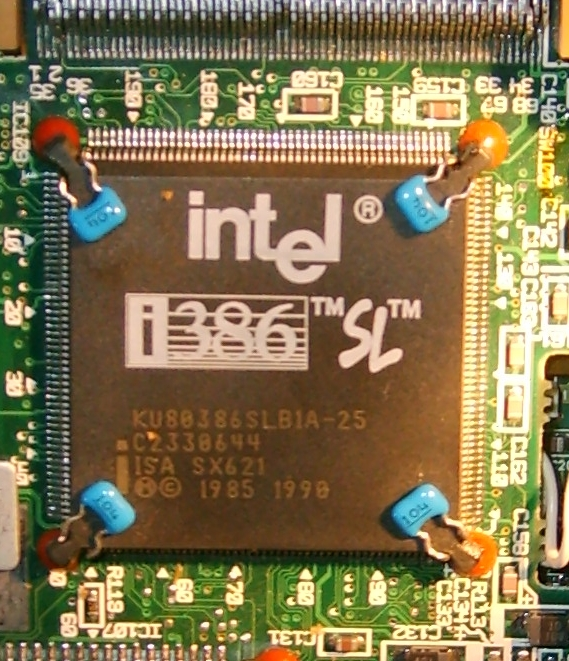
Processador i386 SL a 25 MHz

El i386SL (o 386 SL) va ser presentat com una alternativa per als equips portàtils. Oferia diferents modes de gestió de l'energia (com el SMM) així com diferents sistemes d'hibernació per economitzar. A més afegia característiques com una memòria cau externa de 64 kb (en comptes dels 16 kb del 386) i un nombre de transistors superior al 386 (855.000 transistors)

### Versions integrades
Una versió integrada del i386SX va ser fabricada, anomenada i376. L'any 1994 va ser substituïda per la i386EX, que va tenir aplicacions aeroespacials com en el telescopi espacial Hubble.

## Importància comercial
El primer fabricant que va emprar aquests processadors en els seus equips va ser Compaq, a diferència d'IBM, que havia estat el fabricant que marcava la pauta fins aquest moment; se li va oferir d'equipar aquest processador, però aquesta va preferir usar d'altres que ja tenia els drets de manufactura. L'èxit que va tenir el PC Compaq 386 va jugar un rol important, donant legitimitat als "clònics", establint Intel i Microsoft com a principals proveïdors d'aquests equips.
Mirant-ho d'una perspectiva comercial, destaca el fet que va ser el primer processador disponible des d'un únic proveïdor; anteriorment el cost de producció dels circuits integrats i la baixa fiabilitat d'oferir una quantitat suficient provocaven que hagués d'existir més d'un fabricant (multi-source), llicenciant la tecnologia al dissenyador originari. El fet que IBM no llicenciés el disseny del i386 va comportar que ella tingués un major control del desenvolupament d'aquest (a part de tenir més beneficis). Però aquest monopoli d'Intel s'acabarà quan AMD l'any 1991 presenta el Am386 després de superar diferents obstacles legals. Posteriorment Cyrix oferirà els processadors Cx486SLC i Cx486DLC que eren compatibles amb el sócal del i386SX i 386DX respectivament.
Finalment, esmentar que ell seu mode virtual (virtual mode) i la seva capacitat per executar més d'una aplicació (multitasca) van servir de base pel sistema de Microsoft, el Windows 3.0 (tot i que el 286 ja oferia aquesta possibilitat, el 386 era més eficient i ràpid).

## Actualitzacions
Intel va oferir una versió modificada del 486DX en format 386 anomenat Intel RapidCAD per oferir una via d'actualització als usuaris del i386. L'actualització es tractava d'un parell de xips que substituïen el i386 i el i387. L'etiquetació de "CAD" s'entén des de la perspectiva de l'increment de capacitat en els càlculs de coma flotant que oferia el processador (un increment al voltant d'un 30%).

## Especificacions
L'i386 presenta les següents característiques:
- El bus de dades és de 32 bits.
- El bus de dades extern és de 32 bits (16 bits per als 386 SX i SL).
- El bus de direccions és de 32 bits (per aquest motiu pot gestionar 4 Gb) o 24 bits (per al 386 SX i SL).
- La memòria virtual que podia gestionar és de 64 Tb.
- Pot gestionar fins a 4 Gb de memòria (16 Mb per als 386 SX i SL).
- La velocitat varia dels 16 Mhz fins als 40 Mhz.
- El nombre d'instruccions per segon van dels 5 milions als 11.4 milions de la versió a 33 Mhz.[3]
- L'encapsulat és de 132 pin (100 per als 386 SX).
- Usa el set d'instruccions x86, encara que Intel l'anomena actualment IA-32.